# 石脊站
石脊站（：／ Dolgogae yeok */?）是光州地鐵1號線沿線的一座地下車站，位於韓國光州廣域市南區月山洞。

## 車站結構
站體為2面2線側式月台的地下車站，候車月台設有月台幕門，並有4處出口。

### 月台配置
| 良洞市場 ↑ |
| \| 上      |
| ↓ 農城     |

| 月台 | 路線               | 目的地   |
| ---- | ------------------ | -------- |
| 上行 | ●光州都市铁道1号线 | 鹿洞方向 |
| 下行 | ●光州都市铁道1号线 | 平洞方向 |

## 歷史
- 2004年4月28日：落成啟用。

## 車站周邊
- 光州文化廣播
- 西區廳
- 西部警察署東部地區隊
- 全南地方警察廳
- 光州地方調達廳
- 光州全南地方中小企業廳
- 全羅南道衛生環境研究所
- 光州西門教會
- 光州月山初等學校
- 光州農城初等學校
- 光州銀行（朝鲜语：광주은행）農城洞分行

## 圖片

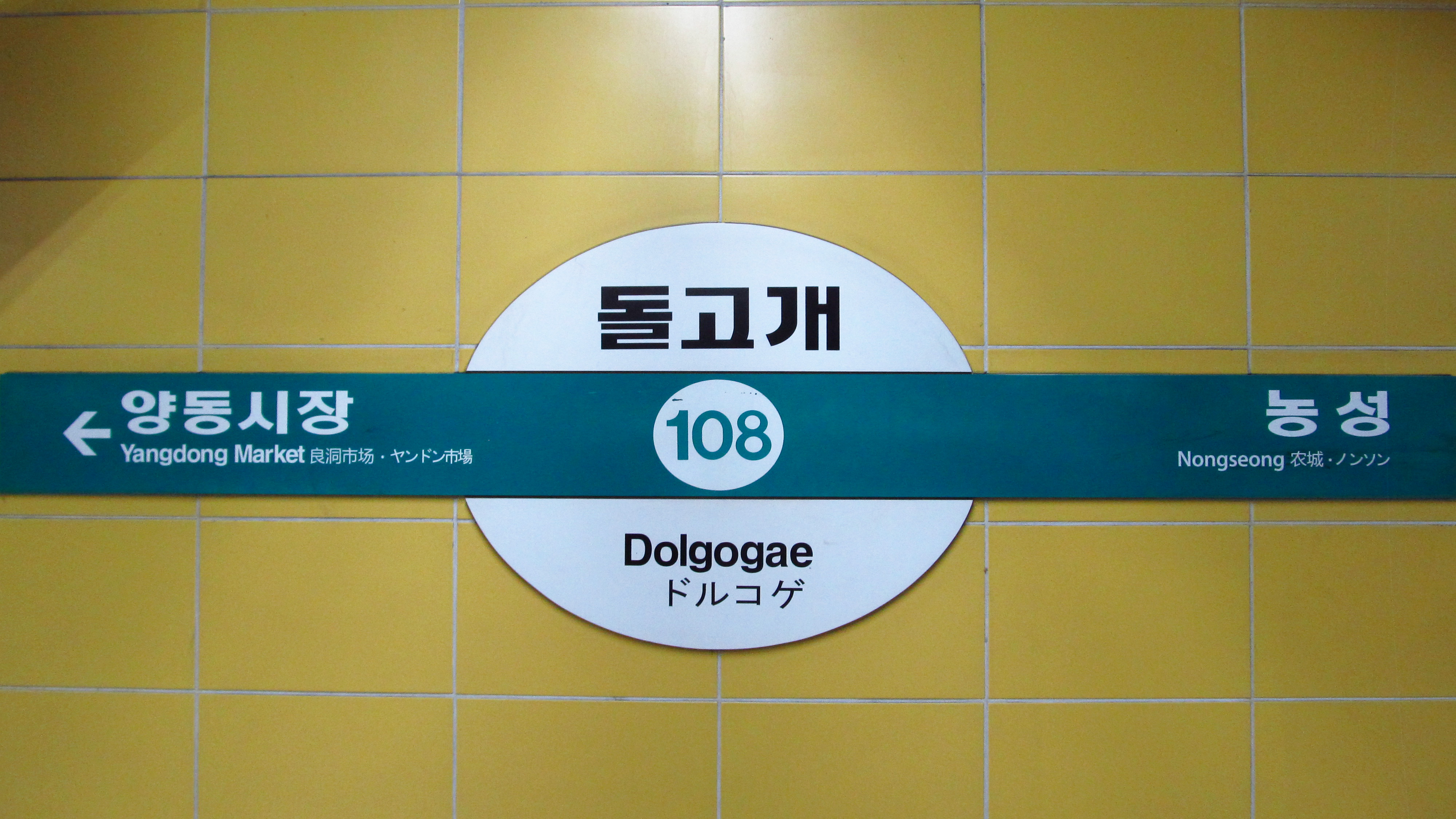
站名牌
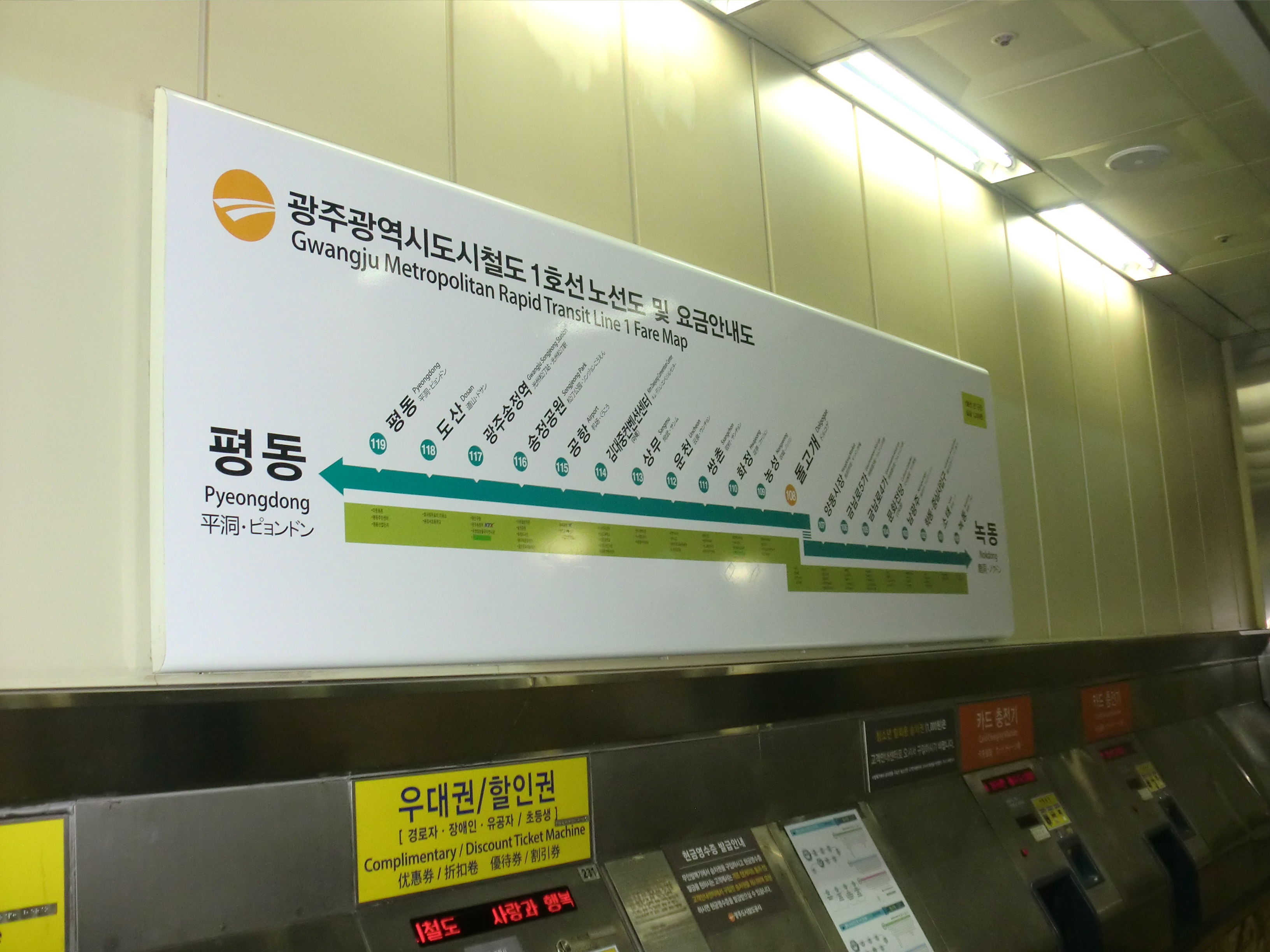
自動售票機與路線圖
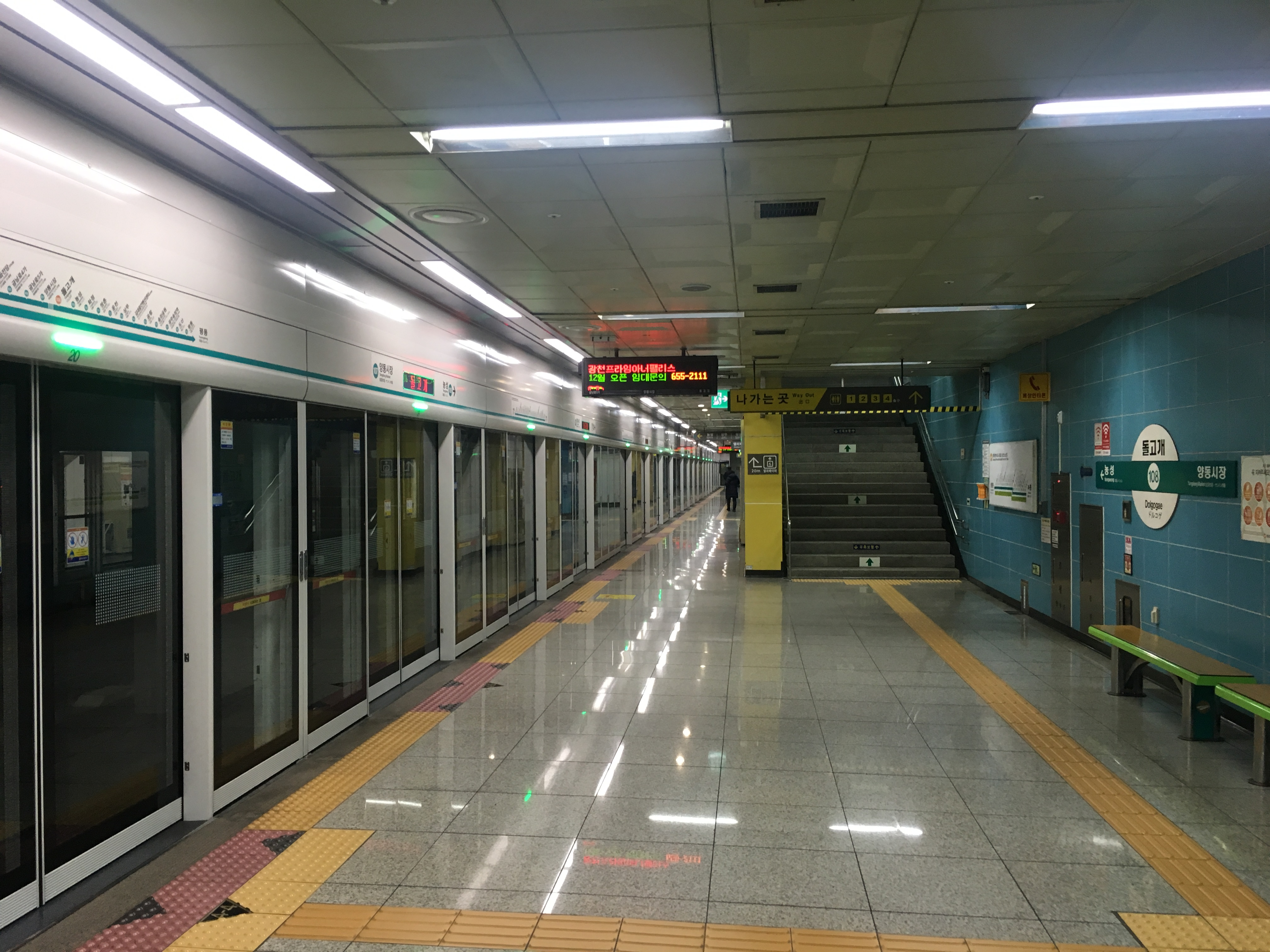
候車月台
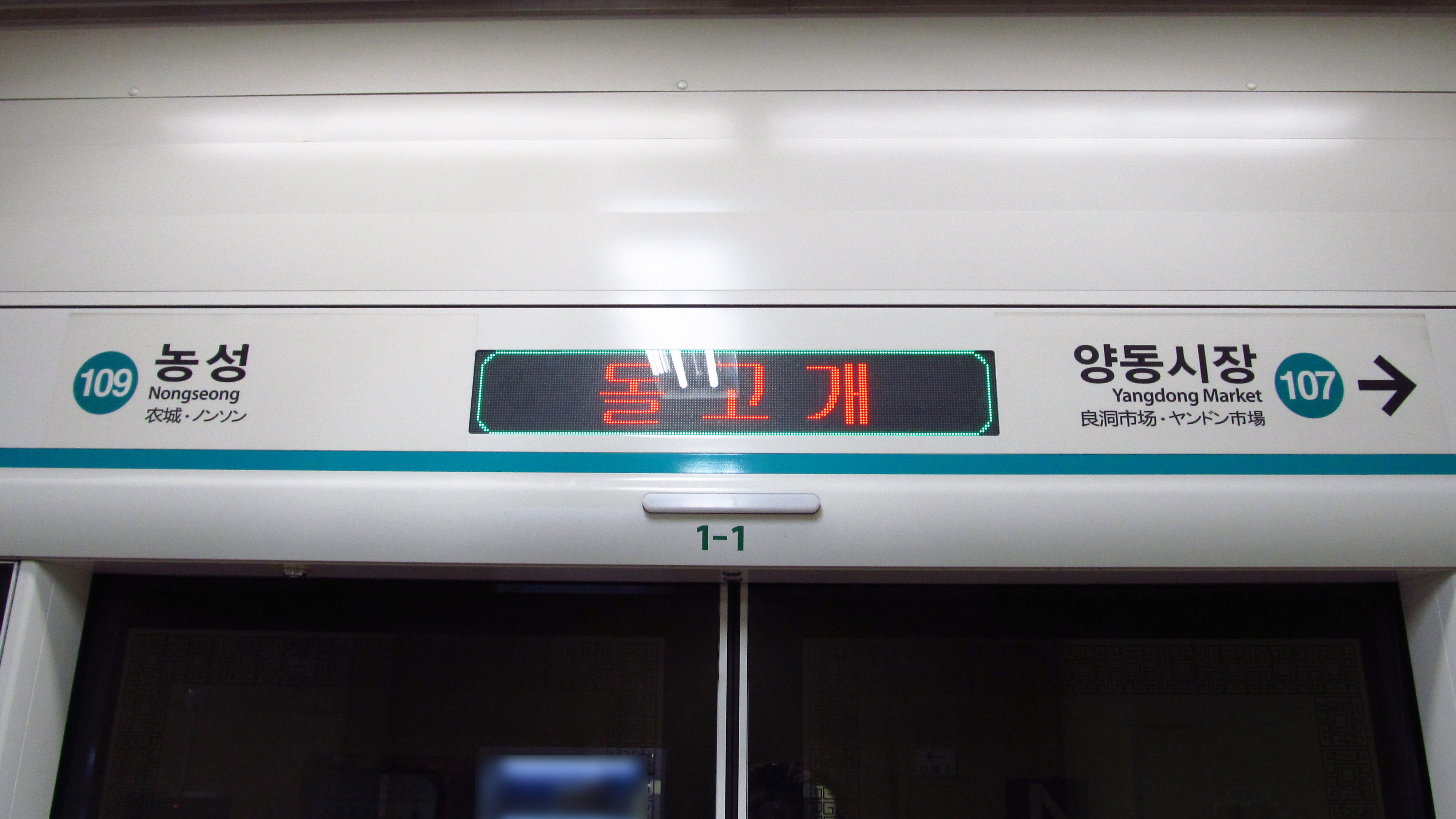
月台門資訊板
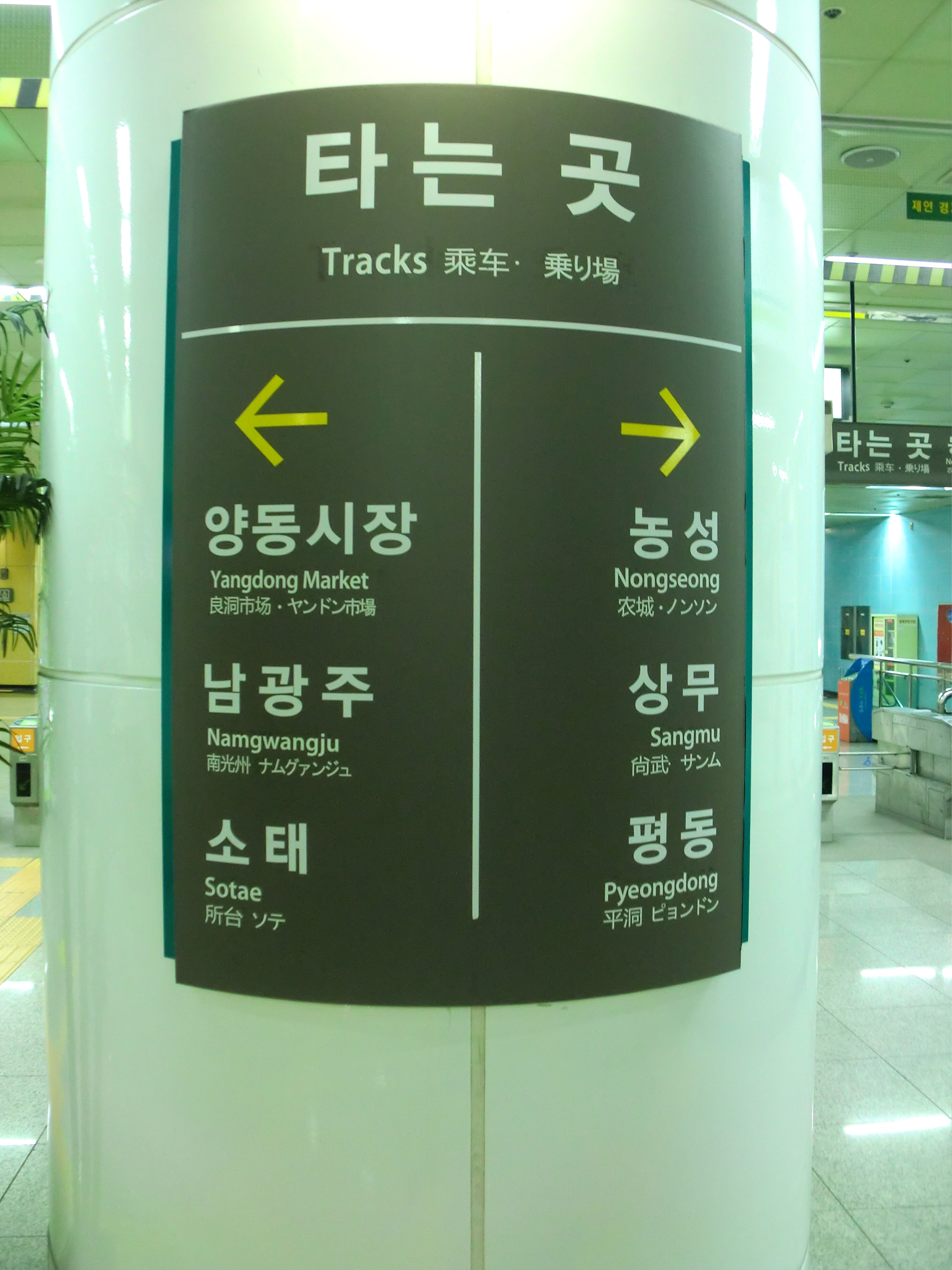
站內指示牌
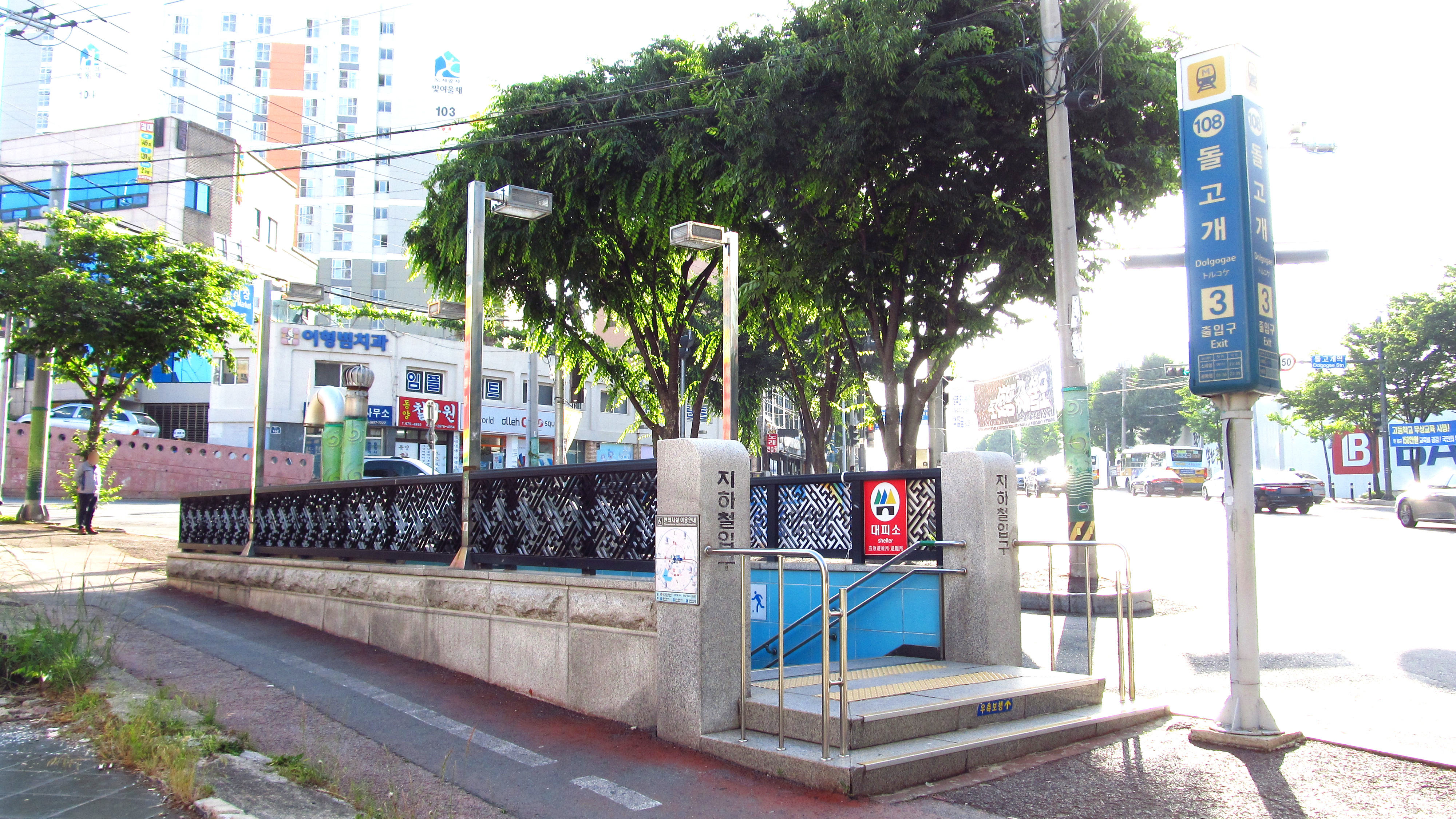
3號出口
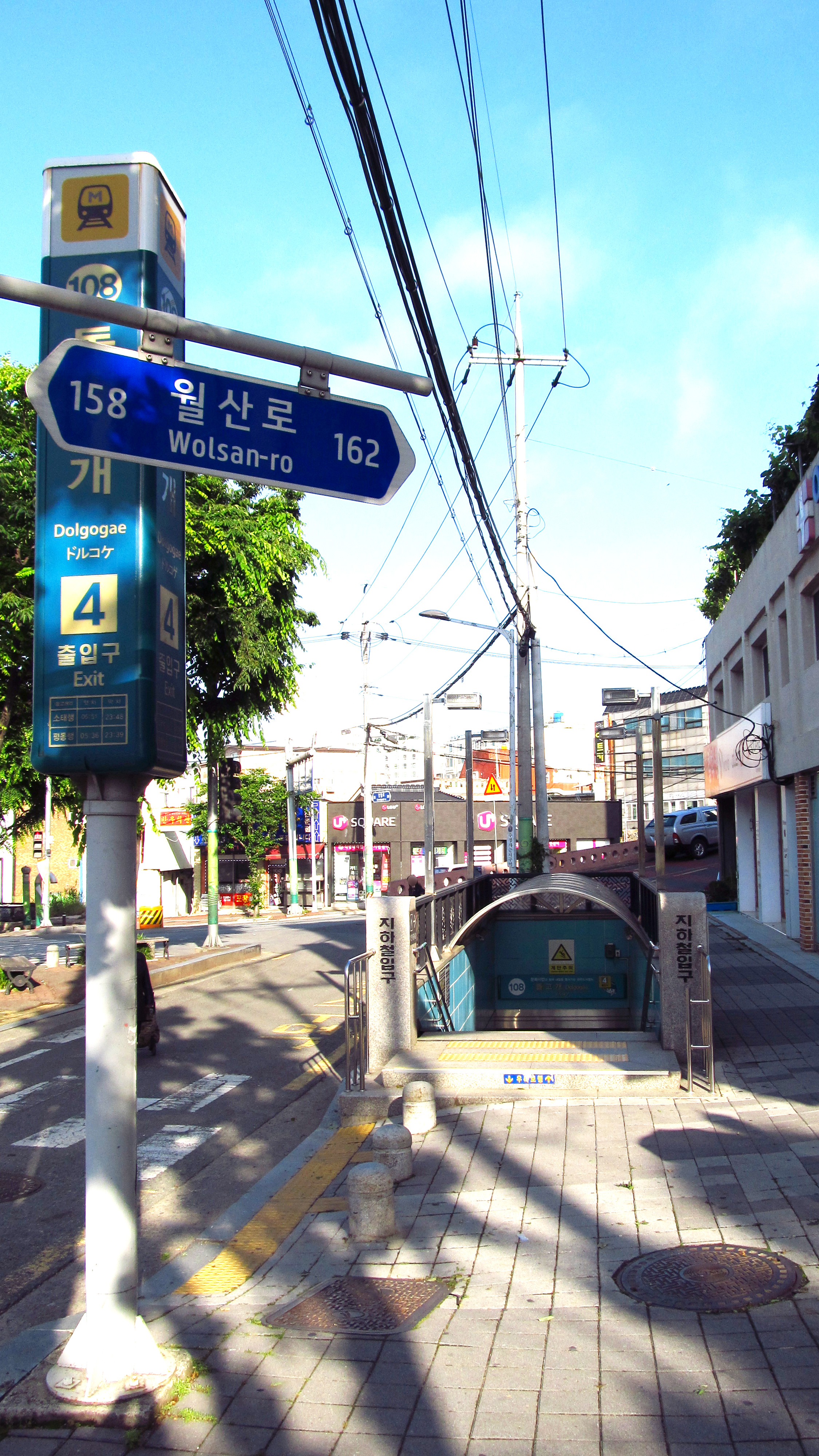
4號出口

## 相鄰車站
光州廣域市都市鐵道公社
●光州都市铁道1号线
良洞市場（107）－石脊（108）－農城（109）